# Liste von AStA-Vorsitzenden der Universität Hamburg
Die Liste von AStA-Vorsitzenden der Universität Hamburg nennt sämtliche Personen, von denen bekannt ist, dass sie an der Spitze der studentischen Vertretung in Hamburg standen.
Der Name AStA wurde in Hamburg als Bezeichnung für die Interessenvertretung der Studierenden in der Nachkriegszeit, 1947, angenommen. Die AStA-Vorsitzenden werden vom Studierendenparlament bestätigt und haben eine maximale Amtsdauer von zwei Jahren.

## AStA-Vorsitzende der Universität Hamburg
Nachstehende Personen gehör(t)en zu den Vorsitzenden des AStA an der Universität Hamburg:

### 1950er Jahre
- Ernst-Georg Pantel
- Ingeborg Retzlaff
- Frank Dahrendorf
- Gunter Péus

### 1960er Jahre
- Albrecht Killinger[2]
- Detlev Albers
- Helga Kutz-Bauer
- Björn Pätzoldt

### 1970er Jahre
- Jutta Blankau
- Beate Landefeld (Marxistischer Studentenbund Spartakus/MSB-Spartakus)[3]
- Dorothee Stapelfeldt
- Gerhard Stoll (Sozialdemokratischer Hochschulbund/SHB)[3]
- Wolfgang Homfeld (SHB)[3]
- Klaus Worch (SHB)[3]

### 1980er Jahre
- Kirsten Heidorn[4]

### 1990er Jahre
- Nadine Stefani[5]

### 2000er Jahre
- Fabian Klabunde[6]
- Benjamin Bechtel[7]
- Sebastian Leber[8]
- Jenny Weggen
- Janna Schumacher[9]
- Christian Höft
- Torsten Hönisch[10]
- Benjamin Gildemeister[11]
- Aleksandra Szymanski[12]
- Séverin Pabsch

### 2010er Jahre
- 2009/2010: Aleksandra Szymanski / Séverin Pabsch[13][14]
- 2010/2011: Sören Faika / Aida Golghazi[15]
- 2011/2012: David Fürcho (Juso-Hochschulgruppe)[16] / Luise Günther[17][18]
- 2012/2013: Luise Günther / Simon Stülcken (Regenbogen rebo.uhh)[19][20]
- 2013/2014: Jascha Kolster (Juso-Hochschulgruppe)[16] / Bilal Gülbas[21][22]
- 2014/2015: Esther Bender (SDS* – Sozialistisch-Demokratischer Studierendenverband)[23][24] / Moritz Lamparter (CampusGrün)[25][20]
- 2015/2016: Moritz Lamparter (CampusGrün)[26][20] / Vincent Orth (Unicorns – Undogmatische Liste)[27][16]
- 2016/2017: Philipp Droll[28] / Franziska Hildebrandt (SDS* – Sozialistisch-Demokratischer Studierendenverband)[29][16]
- 2017/2018:
- 2018–2020: Karim Kuropka (Juso-Hochschulgruppe) / Silas Mederer (Unicorns – Undogmatische Liste)[30][16]

### 2020er Jahre
- 2018–2020: Karim Kuropka (Juso-Hochschulgruppe) / Silas Mederer (Unicorns – Undogmatische Liste)[30][16]
- 2020/2021: Leo Schneider (Juso HSG) / Kathleen Lohmann (MIN-Liste)[31][20]
- 2021/2022: Lara Thien (Fridays for Future) / Mathis Lorenzen (WiWi Liste)[32][33]
- 2022/2023: Marlene Wieder (Fridays for Future)[34] / Mathis Lorenzen (WiWi Liste)[35][24]
- 2023/2024: Marlene Wieder (Erste Vorsitzende; Fridays for Future) / Antonia Peikert (Zweite Vorsitzende; Juso-Hochschulgruppe)[36][34]
- 2023/2024: Antonia Peikert (Juso-Hochschulgruppe) / Janis Franken (Unicorns)[37][38]
- 2024/2025: Daria Azadi (unabhängig) / Janis Franken (Unicorns)[39]